# Vogelhoek (Nederland)
De Vogelhoek (Fries en officieel: Fûgelhoeke) is een meer in de Friese gemeente Súdwest-Fryslân (Nederland), tot 2011 in de gemeente Nijefurd.

## Beschrijving
De Vogelhoek ligt ten noorden van Nijbuorren en Hemelum naast de Morra. Het is ontstaan doordat het door de aanleg van fietspad de Vangdijk werd afgescheiden van de Morra. De oevers van het water wordt begroeid met veenmosrietland. Zoals de naam al zegt, is het meer rijk aan vogels. De Vogelhoek ligt in de Natura 2000-gebied Oudegaasterbrekken, Fluessen en omgeving en wordt beheerd door de Friese natuurbeschermingsorganisatie It Fryske Gea. Het meer is in 2006 uitgebaggerd om de verdroging van het gebied tegen te gaan.
Het westelijke deel van het meer wordt ook wel Kleine Polle genoemd. De Friese naam Fûgelhoeke geldt sinds 15 maart 2007 als de officiële naam.